# Табинбай
Табинба́й (каз. Табынбай) — село у складі Теректинського району Західноказахстанської області Казахстану. Входить до складу Аксогимського сільського округу.
У радянські часи село називалось Калінін.
Населення — 52 особи (2021; 95 у 2009, 146 у 1999, 128 у 1989).